# New Zealand Defence Force
Die New Zealand Defence Force, abgekürzt NZDF, deutsch „Neuseeländische Verteidigungsstreitkraft“ – im Gegensatz zu vielen anderen Ländern im Singular – umfasst die Gesamtheit der drei neuseeländischen Teilstreitkräfte. Die NZDF wurde in ihrer jetzigen Form 1990 gegründet und besteht aus der New Zealand Army, der Royal New Zealand Navy und der Royal New Zealand Air Force. Insgesamt stehen ca. 9.600 aktive Soldaten, 2.700 Reservisten und 3.100 Zivilbeschäftigte zur Verfügung.

## Oberbefehl
Der Oberkommandierende der NZDF ist de jure der Generalgouverneur von Neuseeland, in Vertretung des Königs von Neuseeland, Charles III.
De facto werden deren Befugnisse im Dienstalltag vom jeweiligen Verteidigungsminister ausgeübt.
Der Kommandeur der Streitkräfte ist der Chief of Defence Force (CDF), derzeit Air Marshal Kevin Short, der auch als Hauptberater des Verteidigungsministers agiert.

## Geschichte
Die neuseeländische Militärgeschichte beginnt mit der British Army, die über die Sicherheit der Siedler in Neuseeland wachte. Zu Beginn des 20. Jahrhunderts dienten Neuseeländer, zusammen mit Australiern, in unabhängigen Truppenteilen unter britischem Kommando. So kämpfte das ANZAC im Ersten Weltkrieg. Mit dem Fortschreiten der neuseeländischen Unabhängigkeit von Großbritannien wurden stärkere Verbindungen zu Australien und den USA geknüpft.
Im Rahmen des ANZUS-Abkommens nahm Neuseeland, gegen den Willen der ehemaligen Kolonialmacht Großbritannien, am Vietnamkrieg teil. Der Einsatz führte zu heftigen Kontroversen und dem Entstehen einer außerparlamentarischen Opposition.
Die USA suspendierten 1986 ihre Verpflichtungen gegenüber Neuseeland, als diese sich weigerten, nukleargetriebenen oder mit Nuklearwaffen bestückten Schiffen das Anlaufen neuseeländischer Häfen zu erlauben. Schiffe der US Navy müssen vor Anlaufen von neuseeländischen Gewässern deklarieren, ob sie Atomwaffen an Bord haben und welche Antriebsart sie haben. Seit 1986 ist es Politik der US Navy, keinen Kommentar darüber abzugeben, ob eines ihrer Schiffe in neuseeländischen Gewässern war.

## Aufgaben und Bündnisse
Die NZDF hat vier Hauptaufgaben:
- die Verteidigung Neuseelands
- die Überwachung der regionalen Sicherheit
- Internationale Konfliktverhütung und Krisenbewältigung, einschließlich des Kampfes gegen den internationalen Terrorismus
- die Unterstützung von Bündnispartnern

Durch seine isolierte Lage und den guten Beziehungen zu seinen Nachbarn hält Neuseeland weniger starke Streitkräfte für ausreichend. Im September 2008 dienten etwa 600 Neuseeländer in Auslandseinsätzen im Pazifikraum, Asien und dem Mittleren Osten.
Neuseeland ist Mitglied der ANZUS, ein Militärbündnis mit dem Ziel den Pazifikraum zu sichern.

## Einheiten

### Heer
Die neuseeländischen Landstreitkräfte (New Zealand Army) besteht aus etwa 4.700 Vollzeitsoldaten und 1.800 Reservisten. Die meisten dieser Soldaten gehören zur Infanterie. Neuseeland besitzt keine Kampfpanzer, dafür über 100 modifizierte Fahrzeuge vom Typ LAV III (genannt NZLAV). Außerdem hat Neuseeland eigene Spezialeinheiten mit dem New Zealand Special Air Service (NZSAS). Andere Armeeeinheiten sind:
- Kgl. neuseel. Infanterieregiment (Royal New Zealand Infantry Regiment)
- Kgl. neuseel. Panzerkorps (Royal New Zealand Armoured Corps)
- Kgl. neuseel. Artillerieregiment (Royal Regiment of New Zealand Artillery)
- Kgl. neuseel. Pionierkorps (Corps of Royal New Zealand Engineers)
- Kgl. neuseel. Fernmeldekorps (Royal New Zealand Corps of Signals)
- Kgl. neuseel. Logistikregiment (Royal New Zealand Army Logistic Regiment)
- Kgl. neuseel. Medizinkorps der Armee (Royal New Zealand Army Medical Corps)
- Kgl. neuseel. Schwesternkorps (Royal New Zealand Army Nursing Corps)
- Kgl. neuseel. Zahnmedizinkorps (Royal New Zealand Army Dental Corps)
- Kgl. neuseel. Militärpolizeikorps (Corps of Royal New Zealand Military Police)
- Neuseel. Aufklärungskorps (New Zealand Intelligence Corps)

### Marine
Die königlich-neuseeländische Marine (Royal New Zealand Navy (RNZN)) besitzt zwei Fregatten der ANZAC-Klasse sowie acht weitere, kleinere Schiffe. Dazu gehören besonders Patrouillenboote und Unterstützungsschiffe. In den kommenden Jahren will die Marine im Rahmen des Projekt Protector sieben weitere Schiffe kaufen: Eine weitere Fregatte, zwei große und vier kleine Patrouillenboote. In der Marine dienen etwa 2.300 Soldaten und 500 Reservisten.
Die Marine ist derzeit in einer Umbauphase, besteht aber aus folgenden Einheiten:
- Kampfgeschwader (Naval combat force)
- Logistik- und Unterstützungsgeschwader (Logistics support force)
- Hydrographisches Geschwader (Hydrographic force)
- Marinetaucher Diving support
- 6. Staffel RNZAF (No. 6 Squadron RNZAF; Marineflieger unter dem Befehl der Luftwaffe)

### Luftwaffe
Die königlich-neuseeländische Luftwaffe (Royal New Zealand Air Force (RNZAF)) besitzt etwa 50 Flugzeuge, welche vor allem aus P-3 Orion Seeaufklärern, C-20 und weiteren, kleineren Transportflugzeugen besteht. Die RZNAF besitzt seit der Abschaffung der Douglas A-4 und Aermacchi MB 339 keine Kampfflugzeuge mehr. Ein Plan zur Beschaffung von 28 F-16 wurde im Jahr 2000 fallen gelassen. Die verwendeten Bell UH-1 sollen durch den NH90 ersetzt werden. In der Luftwaffe dienen etwa 2.600 Soldaten und 300 Reservisten.
Die fliegenden Einheiten der RNZAF sind:
- 3. Staffel (No. 3 Squadron) UH-1
- 5. Staffel (No. 5 Squadron) P-3 Orion
- 6. Staffel (No. 6 Squadron) Kaman H-2
- 40. Staffel (No. 40 Squadron) – C-130 Hercules/Boeing 757
- 42. Staffel (No. 42 Squadron) – Beech Kingair B200